# (22423) Kudlacek
(22423) Kudlacek est un astéroïde de la ceinture principale.

## Description
(22423) Kudlacek est un astéroïde de la ceinture principale. Il fut découvert le 19 décembre 1995 à Kitt Peak par le projet Spacewatch. Il présente une orbite caractérisée par un demi-grand axe de 2,62 UA, une excentricité de 0,12 et une inclinaison de 15,1° par rapport à l'écliptique.